# Paraguai nos Jogos Sul-Americanos
O Paraguai é um dos países que participaram de todas as edições dos Jogos Sul-Americanos de maneira ininterrupta, desde La Paz em 1978, quase sempre figurando na parte médio-baixa do quadro de medalhas.
O país é representado nos Jogos Sul-Americanos pelo Comitê Olímpico do Paraguai.

## Delegação
Nos Jogos Sul-Americanos de 2014, o Paraguai se fez presente com uma delegação de 191 atletas. Por sua vez, 269 desportistas representaram o país quatro anos mais tarde.

## Quadro de medalhas
Segue-se, abaixo, o histórico das participações paraguaias nos Jogos Sul-Americanos.
| Ano   | Nação     | Cidade       | Posição | Ouro | Prata | Bronze | Total |
| 1978  | Bolívia   | La Paz       | 7/8     | 2    | 3     | 4      | 9     |
| 1982  | Argentina | Rosario      | 10/10   | 0    | 3     | 3      | 6     |
| 1986  | Chile     | Santiago     | 8/10    | 1    | 6     | 8      | 15    |
| 1990  | Peru      | Lima         | 10/10   | 0    | 4     | 2      | 6     |
| 1994  | Venezuela | Valencia     | 10/14   | 3    | 0     | 7      | 10    |
| 1998  | Equador   | Cuenca       | 12/14   | 1    | 1     | 4      | 6     |
| 2002  | Brasil    | Brasil       | 10/14   | 0    | 1     | 8      | 9     |
| 2006  | Argentina | Buenos Aires | 9/15    | 2    | 4     | 5      | 11    |
| 2010  | Colômbia  | Medellín     | 10/15   | 1    | 7     | 4      | 12    |
| 2014  | Chile     | Santiago     | 9/14    | 3    | 5     | 2      | 10    |
| 2018  | Bolívia   | Cochabamba   | 8/14    | 6    | 10    | 14     | 30    |
| 2022  | Paraguai  | Assunção     |         |      |       |        |       |
| Total | Total     |              |         | 19   | 44    | 61     | 124   |

## Desempenho
Todos os recordes paraguaios, quanto aos Jogos Sul-Americanos, estabeleceram-se em Cochabamba-2018. Na ocasião, o país conquistou um total de trinta pódios, sendo seis destes com a medalha de ouro.
O pior desempenho do país se registrou nos Jogos de 1998, quando ocupou o décimo segundo lugar (com seis medalhas). Este total de pódios se igualou às participações paraguaias nas edições de 1982 e 1990.